# Dobrovăț
Dobrovăț là một xã thuộc hạt Iași, România. Dân số thời điểm năm 2002 là 2641 người.